# Pan-Am-Flug 914
Pan-Am-Flug 914, auf dem angeblich 1955 eine Douglas DC-4 nach dem Start verschwand und erst drei Jahrzehnte später wieder landete, ist ein Hoax, der bis in die Gegenwart im Internet verbreitet wird. 

## Geschichte
Behauptet wird, dass eine Douglas DC-4 der Fluggesellschaft Pan Am mit 57 Passagieren und sechs Besatzungsmitgliedern am 2. Juli 1955 auf einem Flug von New York City nach Miami spurlos verschwunden sei. Nach 30 (anderen Angaben zufolge 37) Jahren sei das Flugzeug nahe Caracas wieder gesichtet worden. Nach einer Landung auf dem dortigen Flughafen sei das Flugzeug sofort wieder abgehoben und schließlich an seinem ursprünglichen Ziel Miami gelandet. Ein YouTube-Video über den Fall aus dem Jahr 2019 wurde millionenfach abgerufen. In Internet-Foren wurde daraufhin unter anderem spekuliert, ob es sich um eine Zeitreise durch ein Wurmloch gehandelt habe.
Mehrere Faktenchecker haben nachgewiesen, dass es sich um eine Falschmeldung der für frei erfundene Geschichten bekannten Zeitung Weekly World News handelt, die dort insgesamt dreimal (1985, 1993 und 1999) publiziert wurde. Bei dem angeblichen Bild der Maschine handelt es sich um ein Stockfoto einer DC-4 der Fluggesellschaft TWA, das Foto des angeblichen Augenzeugen, einem venezolanischen Fluglotsen, zeigt in den verschiedenen Artikeln der Weekly World News jeweils unterschiedliche Personen. Des Weiteren gibt es keine zeitgenössischen Quellen für den Vorfall, weder in der Presse noch in den Unfallberichten des Civil Aeronautics Board.
Auch gibt es in keiner der vollständigen Produktionslisten für die DC-4 irgendeinen Hinweis dafür, dass es bei einer der 1244 gebauten Maschinen dieses Typs ein solches Ereignis gab, auch nicht bei einer der Pan Am.